# Bed (Joel Corry, Raye e David Guetta)
Bed è un singolo del DJ britannico Joel Corry, della cantante britannica Raye e del DJ francese David Guetta, pubblicato il 26 febbraio 2021 come quarto estratto dal primo EP di Joel Corry Four for the Floor e incluso nella sua prima raccolta Another Friday Night.

## Tracce
Testi e musiche di Joel Corry, Rachel Keen, Janée "Jin Jin" Bennett, Neave Applebaum, Lewis Thompson, David Guetta e Giorgio Tuinfort.
Download digitale
1. Bed – 2:58

Download digitale – Joel Corry VIP Mix
1. Bed (Joel Corry VIP Mix) – 2:59

Download digitale – The Bedtime Mixes
1. Bed (Acoustic) – 2:57
2. Bed (Chilled Mix) – 3:12

Download digitale – The Remixes Pt. 1
1. Bed (WADE Remix) – 3:09
2. Bed (Chapter & Verse Remix) – 3:39

Download digitale – David Guetta Festival Mix
1. Bed (David Guetta Festival Mix) – 3:55

Download digitale – The Remixes Pt. 2 EP
1. Bed (Oliver Nelson Remix) – 3:23
2. Bed (Roberto Surace Remix) – 3:57
3. Bed (That Kind Remix) – 2:41
4. Bed (Kream Remix) – 2:50
5. Bed (The Stickmen Remix) – 3:13
6. Bed (Chloe Wilson Remix) – 3:20

## Formazione
Musicisti
- Raye – voce, cori
- Nonô – cori
- Joel Corry – programmazione
- David Guetta – programmazione
- Neave Applebaum – programmazione
- Lewis Thompson – programmazione
- Giorgio Tuinfort – programmazione

Produzione
- Joel Corry – produzione
- David Guetta – produzione
- Neave Applebaum – produzione, ingegneria del suono
- Lewis Thompson – produzione, ingegneria del suono
- Giorgio Tuinfort – produzione
- Cameron Gower Poole – produzione vocale
- Jenna Felsenthal – produzione vocale, ingegneria del suono
- Kevin Grainger – missaggio, mastering

## Successo commerciale
Il brano ha raggiunto la posizione numero 3 della Official Singles Chart britannica, dopo aver venduto 37 785 unità. In questo modo è diventata la quarta top ten di Corry, la terza di Raye e la ventiquattresima di Guetta.

## Classifiche

### Classifiche settimanali
| Classifica (2021-24) | Posizione massima |
| -------------------- | ----------------- |
| Australia            | 20                |
| Austria              | 48                |
| Belgio (Fiandre)     | 9                 |
| Belgio (Vallonia)    | 26                |
| Bielorussia          | 170               |
| Canada               | 100               |
| Croazia              | 3                 |
| Danimarca            | 40                |
| Estonia              | 151               |
| Francia              | 137               |
| Germania             | 34                |
| Grecia               | 22                |
| Irlanda              | 3                 |
| Islanda              | 23                |
| Italia               | 35                |
| Kazakistan           | 58                |
| Libano               | 15                |
| Lituania             | 18                |
| Norvegia             | 40                |
| Paesi Bassi          | 7                 |
| Polonia              | 71                |
| Portogallo           | 88                |
| Regno Unito          | 3                 |
| Repubblica Ceca      | 34                |
| Romania              | 16                |
| Russia               | 1                 |
| Slovacchia           | 29                |
| Slovenia             | 27                |
| Svezia               | 76                |
| Svizzera             | 43                |
| Ucraina              | 154               |
| Ungheria             | 22                |

### Classifiche di fine anno
| Classifica (2021) | Posizione |
| ----------------- | --------- |
| Australia         | 47        |
| Belgio (Fiandre)  | 42        |
| Croazia           | 26        |
| Germania          | 74        |
| Irlanda           | 10        |
| Islanda           | 75        |
| Paesi Bassi       | 29        |
| Regno Unito       | 18        |
| Russia            | 15        |
| Svizzera          | 77        |
| Ungheria          | 49        |
| Classifica (2022) | Posizione |
| Russia            | 120       |
| Classifica (2023) | Posizione |
| Kazakistan        | 192       |